# Magadha
 (novembre 2017).
Si vous disposez d'ouvrages ou d'articles de référence ou si vous connaissez des sites web de qualité traitant du thème abordé ici, merci de compléter l'article en donnant les références utiles à sa vérifiabilité et en les liant à la section « Notes et références ».
VIIe siècle av. J.-C. – vers -350
Entités suivantes :
- Empire Nanda

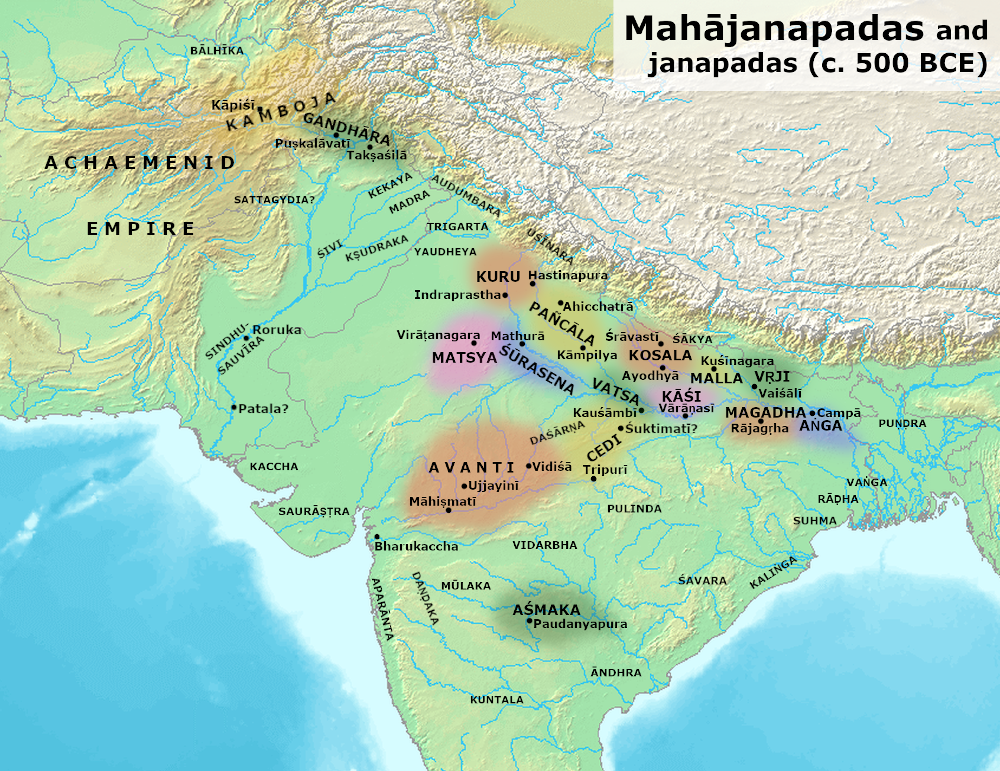
Magadha et autres Mahajanapadas dans la période post-védique

Expansion territoriale des empires de Magadha à partir du VIe siècle avant notre ère.

Le Magadha (sanskrit : मगध) est le plus grand des seize royaumes de l'Inde ancienne (Mahâ-Janapadas). Le noyau du royaume était la région du Bihar au sud du Gange, sa première capitale était Rajagriha, puis Pataliputra. Le Magadha s'étend pour inclure la majeure partie du Bihar et du Bengale avec la conquête de Licchavi et d'Anga, suivie par une grande partie de l'Uttar Pradesh et de l'Orissa. L'ancien royaume de Magadha est largement évoqué dans les textes jaïns et bouddhistes. Il est également mentionné dans le Mahābhārata, le Purana et le Rāmāyana.
La première référence au Magadha se trouve dans l'Atharva-Véda où ils[Qui ?] sont répertoriés avec les Angas, les Gandharis et les Mujavats. Deux des grandes religions de l'Inde, le jaïnisme et le bouddhisme ont leurs racines dans le Magadha, ainsi que deux des plus grands empires de l'Inde, l'empire Maurya et l'empire Gupta. Ces empires ont vu des progrès de la science antique de l'Inde (mathématiques, astronomie, religion, philosophie) et sont considérés comme l'âge d'or de l'Inde.
Le royaume de Magadha incluait des communautés républicaines telles que la communauté de Rajakumara. Les villages avaient leurs propres assemblées et leurs chefs locaux appelés Gramakas. Leurs administrations étaient divisées en fonctions exécutives, judiciaires et militaires.
Terre sacrée du fait que nombre d'événements de la vie de Bouddha s'y déroulent, ce fut plus tard le berceau de l'Empire maurya fondé par Chandragupta Maurya (qui a contrôlé la majeure partie de l'Inde sous le règne d'Ashoka) puis celui du puissant Empire Gupta.
On possède peu d'informations sûres concernant les premiers dirigeants du Magadha. Les sources les plus importantes sont les chroniques bouddhistes, au Sri Lanka, intitulées Mahavamsa et Dipavamsa, et par ailleurs les Puranas ainsi que divers textes sacrés bouddhistes et jaïna.

## Dynasties du Magadha

### Brihadratha
Selon le Purana, le royaume du Magadha a été créé par la dynastie Brihadratha, qui était la sixième dans la ligne du roi Kuru de la dynastie des Bharata par son fils aîné Sudhanush. Le premier roi de premier plan de Magadha, de la branche des Bharathas, était le roi Brihadratha. Son fils Jarasandha apparaît dans la légende populaire et est tué par Bhima dans le Mahabharata. Le Vayu Purana mentionne que les Brihadrathas ont régné pendant 1000 ans.

### Pradyota
Aux Brihadrathas ont succédé les Pradyotas qui (selon le Purana Vayu) ont régné pendant 138 ans. Les Pradyotas régnaient sur un autre des 16 royaumes de l'Inde, l'Avanti et ont conquis le Magadha pour un court laps de temps de 138 ans. Une des traditions des Pradyota était que le prince devait tuer son père pour devenir roi. À cette époque, il est rapporté que les crimes étaient monnaie courante dans le Magadha. Fatigué des querelles dynastiques et des crimes, le peuple se révolta et élu Haryanka pour devenir le roi. Cela a conduit à l'émergence de la dynastie Haryanka. Toutefois, la dynastie Pradyota a continué de régner en Avanti jusqu'à ce qu'il soit conquis par Shishunaga qui a vaincu le dernier roi Pradyota, Nandivardhana.

### Haryanka

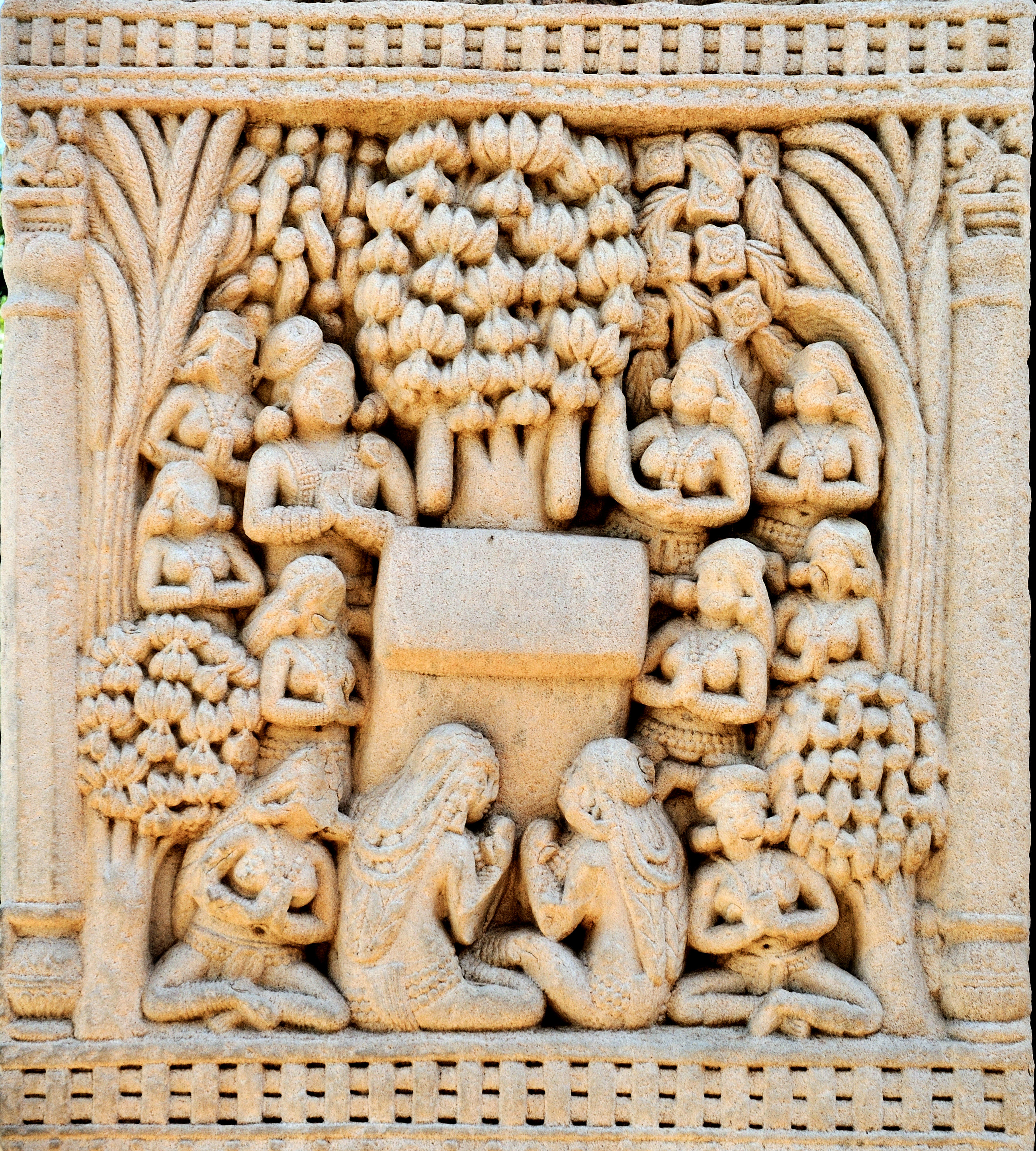
Le roi Bimbisâra visite le jardin de bambou (Venuvana) à Rajagriha ; œuvre de Sanchi.

Selon la tradition, la dynastie Haryanka a fondé son empire en 684 av. J.-C., dont la capitale était Rajagriha, puis plus tard Pataliputra. Cette dynastie a duré jusqu'à 424 av. J.-C., quand elle a été renversée par la dynastie Shishunaga.
Cette période a vu le développement de deux des grandes religions de l'Inde qui ont commencé à partir du Magadha. Siddhartha Gautama au VIe siècle ou au Ve siècle av. J.-C. fonda le bouddhisme, qui, plus tard s'étendit à l'Asie orientale et au Sud-Est asiatique, tandis que Mahāvīra a relancé et propagé l'ancienne religion chamanique du jaïnisme.
Le souverain le plus remarquable fut Bimbisâra (vers 525-500) qui inaugura une politique expansionniste par le biais d'alliances matrimoniales et de conquêtes. Le pays de Kosala tomba dans les mains du Magadha de cette manière. Sa plus grande réussite est l'annexion du royaume d'Anga (Bihar oriental). Considéré comme un excellent administrateur, Bimbisara s'érigea protecteur des nouvelles religions bouddhistes et jaïnistes. Il fonda Rajgir une nouvelle capitale du royaume. Bimbisara fut emprisonné et tué par son fils Ajatashatru (491-461 avant notre ère) qui lui succéda, et sous le règne duquel la dynastie atteint sa plus grande étendue.
Le Licchavi était une ancienne république qui existait dans ce qui est maintenant l'État de Bihar en Inde, depuis avant la naissance de Mahāvīra (né en 599 av. J.-C.), [6] [7] Vaisali était la capitale de la Licchavi et de la Confédération Vajjian. Sa courtisane, Ambapâlî, était célèbre pour sa beauté, et a aidé dans une large mesure à rendre la ville prospère. [8] Ajatashatru est parti en guerre contre le Licchavi plusieurs fois.
Ajatashatru, est supposé avoir gouverné de 491 à 461 avant notre ère et a déplacé la capitale du royaume de Magadha de Râjagriha à Patliputra. Son fils Udayabhadra lui a finalement succédé et a fait de Patliputra la plus grande ville dans le monde.

### Shishunaga
Selon la tradition, la dynastie Shishunaga a fondé son empire en 430 av. J.-C., avec Râjagriha comme capitale, puis plus tard, Pataliputra. Shishunaga (également appelé le roi Sisunaka) fut le fondateur d'une dynastie de 10 rois, appelées collectivement la dynastie Shishunaga. Cet empire, avec sa capitale d'origine dans Rajgriha, plus tard déplacé à Pataliputra (tous deux actuellement dans l'état indien du Bihar). La dynastie Shishunaga, en son temps, était l'un des plus grands empires du sous-continent indien.
Le royaume eut une succession particulièrement sanglante. Anuruddha a succédé à Udaybhadra par l'assassinat, et son fils Munda lui succéda  de la même façon, tout comme son fils Nagadasaka. à cause, en partie, de cette vendetta sanglante dynastique, on pense qu'une révolte civile a conduit à l'émergence de la dynastie des Nanda.

### Nanda
La dynastie Nanda a été créée par un fils illégitime de Mahanandin, roi de la dynastie précédente. Mahapadma Nanda est décédé à l'âge de 88 ans, au pouvoir la majeure partie de cette dynastie de 100 ans. Les Nandas sont parfois décrits comme les premiers bâtisseurs de l'empire de l'Inde. Ils ont hérité du grand royaume de Magadha et ont souhaité l'étendre aux frontières encore plus lointaines. La plus grande étendue de l'empire fut dirigé par Dhana Nanda. L'empire n'est alors plus un assemblage d'États virtuellement indépendants, mais un État centralisé. Les clans indépendants kshatriya sont exterminés. Les sources attestent de l'énorme richesses de ses souverains et de l'importance de leur armée.

### Maurya
En 321 av. J.-C., en exil, Chandragupta Maurya fonde la dynastie des Maurya, après le renversement du roi Dhana Nanda. Pendant ce temps, la plupart du sous-continent a été uni sous un seul gouvernement pour la première fois. comptant sur la déstabilisation du nord de l'Inde par les incursions perses et grecques, l'empire Maurya sous Chandragupta ne va pas seulement conquérir la majeure partie du sous-continent indien, mais aussi pousser ses limites en Perse et en Asie centrale, grâce à la conquête de la région de Gandhâra. À Chandragupta a succédé son fils Bindusara, qui a étendu le royaume sur la plupart de l'Inde actuelle, sauf l'extrême sud et l'est.
Son fils Ashoka le Grand a hérité du royaume et à d'abord cherché à l'étendre. À la suite du carnage causé par l'invasion de la région de Kalinga, il a renoncé à toute effusion de sang et a poursuivi une politique de non-violence (Ahiṃsā) après sa conversion au bouddhisme. Les édits d'Ashoka sont les plus anciens documents historiques de l'Inde conservés, et à partir du temps d'Ashoka, une datation approximative des dynasties devient possible. La dynastie des Maurya, sous Ashoka, fut responsable de la prolifération des idéaux bouddhistes à travers l'ensemble de l'Asie de l'Est et du Sud-Est asiatique, modifiant fondamentalement l'histoire et le développement de l'Asie dans son ensemble. Ashoka le Grand a été décrit comme l'un des plus grands souverains que le monde ait vu.

### Shunga
La dynastie Sunga a été créé en 185 av. J.-C., une cinquantaine d'années après la mort d'Ashoka, lorsque le roi Brihadratha, le dernier des Maurya, a alors été assassiné par le commandant en chef des forces armées Maurya, Pusyamitra Sunga qui monta ensuite sur le trône.

### Kanva
La dynastie Kanva a remplacé la dynastie Sunga, et a régné dans la partie orientale de l'Inde à partir de 71 jusqu'à 26 av. J.-C. Le dernier souverain de la dynastie des Sunga a été renversé par Vasudeva de la dynastie Kanva en 75 av. J.-C.. Le souverain Kanva permis aux rois de la dynastie Sunga de continuer à gouverner dans l'ombre dans un coin de leurs anciens domaines. Le Magadha a été dirigé par quatre dirigeants Kanva . En 30 av. J.-C., le pouvoir du sud a balayé les Kanvas et les Sungas et la province de l'Est Malwa a été absorbé dans les domaines du vainqueur. Après l'effondrement de la dynastie Kanva, la dynastie Sâtavâhana du royaume Andhra est devenu le plus puissant État indien.

### Gupta
La dynastie Gupta a régné de 240 à 550 apr. J.-C. environ. L'empire des Gupta a été l'un des plus grands empires politiques et militaires dans l'Inde ancienne. [9] [10] Cette période a été appelée l'âge d'or de l'Inde [11] et a été marquée par des réalisations importantes de la science, de la technologie, de l'ingénierie, de l'art, dialectique, la littérature, la logique, les mathématiques, l'astronomie, la religion et la philosophie qui ont cristallisé les éléments de ce qui est généralement connu sous le nom de culture hindoue. [12] le système de numération décimale, y compris le concept du zéro, a été inventé en Inde au cours de cette période. [13] la paix et la prospérité créée sous la direction des Gupta a permis la poursuite des activités scientifiques et artistiques de l'Inde. [14]
Les points forts de cette créativité culturelle sont sa magnifique architecture, sa sculpture et sa peinture. [15] La période Gupta a produit des savants tels que Kâlidâsa, Âryabhata, Varahamihira, Vichnou-Sarma, et Vâtsyâyana qui ont fait de grands progrès dans de nombreux domaines académiques. [16] La science et l'administration politique ont atteint de nouveaux sommets au cours de la période Gupta. Des liens commerciaux étroits ont également fait de la région un important centre culturel et établie comme une base qui pourrait influencer les royaumes et les régions avoisinant (Birmanie, Sri Lanka, Insulinde, et Indochine).
La période Gupta a marqué un tournant de la culture indienne: les Gupta ont effectué des sacrifices védiques pour légitimer leur domination, mais ils ont également patronné le bouddhisme, qui a continué à fournir une alternative à l'orthodoxie brahmanique. Les exploits militaires des trois premiers dirigeants, Chandragupta I (319-335 environ), Samudragupta (ca. 335-376), et Chandragupta II (376-415 environ), ont apporté beaucoup de l'Inde. [17] Ils ont réussi à résister aux royaumes du nord-ouest jusqu'à l'arrivée des Hunas (en), qui se sont établis en Afghanistan par la première moitié du Ve siècle, avec leur capitale à Bâmiyân. [18] Cependant, une grande partie du Deccan et du sud de l'Inde n'ont guère été touchés par ces événements dans le nord. [19] [20]

## Rois du Magadha

### Dynastie Brihadratha
Dirigeants semi-légendaires dans le Purana :
- Brihadratha
- Jarasandh
- Sahadeva
- Somapi (1678–1618 av. J.-C.)
- Srutasravas (1618–1551 av. J.-C.)
- Ayutayus (1551–1515 av. J.-C.)
- Niramitra (1515–1415 av. J.-C.)
- Sukshatra (1415–1407 av. J.-C.)
- Brihatkarman (1407–1384 av. J.-C.)
- Senajit (1384–1361 av. J.-C.)
- Srutanjaya (1361–1321 av. J.-C.)
- Vipra (1321–1296 av. J.-C.)
- Suchi (1296–1238 av. J.-C.)
- Kshemya (1238–1210 av. J.-C.)
- Subrata (1210–1150 av. J.-C.)
- Dharma (1150–1145 av. J.-C.)
- Susuma (1145–1107 av. J.-C.)
- Dridhasena (1107–1059 av. J.-C.)
- Sumati (1059–1026 av. J.-C.)
- Subhala (1026–1004 av. J.-C.)
- Sunita (1004–964 av. J.-C.)
- Satyajit (964–884 av. J.-C.)
- Biswajit (884–849 av. J.-C.)
- Ripunjaya (849–799 av. J.-C.)

### Dynastie Pradyota
799-684 av. J.-C. selon des calculs basés sur le Purana Vayu :
- Pradyota
- Palaka
- Visakhayupa
- Ajaka
- Varttivarddhana

### Dynastie Haryanka (544–413 av. J.-C.)
- Ajatashatru (492–461 av. J.-C.)
- Udayabhadra (461–445 av. J.-C.)
- Aniruddha
- Munda
- Nagadasaka (437–413 av. J.-C.)

### Dynastie Shishunaga(413–345 av. J.-C.)
- Shishunaga (413–395 av. J.-C.)
- Kakavarna Kalashoka (395–367 av. J.-C.)
- Mahanandin (367–345 av. J.-C.), dont son fils Mahapadma Nanda hérite du royaume et fonde la dynastie Nanda

### Dynastie Nanda(345–321 av. J.-C.)
- Mahapadma Nanda
- Pandhuka
- Panghupati
- Bhutapala
- Rashtrapala
- Govishanaka
- Anal
- Dashasidkhaka
- Kaivarta
- Dhana (Agrammes, Xandrammes) (until 321 av. J.-C.), lost his empire to Chandragupta Maurya after being defeated by him

### Dynastie Maurya(324–184 av. J.-C.)
- Chandragupta Maurya (324–301 av. J.-C.), le plus grand empereur de l'Inde ancienne, a fondé l'empire Maurya, après avoir battu à la fois l'Empire Nanda et l'empire macédonien des Séleucides
- Bindusara Amitraghata ou Amritrochates (301–273 av. J.-C.)
- Ashoka Vardhana (Ashoka le Grand) (273-232 av. J.-C.), souvent appelé l'empereur de tous les âges, est considéré comme le plus grand empereur de l'Inde antique. Il est le premier empereur à unifier l'Inde (après la conquête de la plupart de l'Asie du Sud et de l'Afghanistan), à adopter le bouddhisme, les droits des animaux et à promouvoir la non-violence et un administrateur laïque.
- Dasaratha (232–224 av. J.-C.)
- Samprati (224–215 av. J.-C.)
- Salisuka (215–202 av. J.-C.)
- Devavarman (202–195 av. J.-C.)
- Satadhanvan (195–187 av. J.-C.), l'Empire Maurya a diminué au cours de son règne.
- Brihadrata (187–184 av. J.-C.), assassiné par Pusyamitra Shunga

### Dynastie Shunga(185–73 av. J.-C.)
- Pusyamitra Shunga (185–149 av. J.-C.)
- Agnimitra (149–141 av. J.-C.)
- Vasujyeshtha (141–131 av. J.-C.)
- Vasumitra (131–124 av. J.-C.)
- Andhraka (124–122 av. J.-C.)
- Pulindaka (122–119 av. J.-C.)
- Ghosha
- Vajramitra
- Bhagabhadra
- Devabhuti (83–73 av. J.-C.)

### Dynastie Kanva(73–26 av. J.-C.)
- Vasudeva (c. 73 - c. 66 av. J.-C.)
- Bhumimitra (c. 66 - c. 52 av. J.-C.)
- Narayana (c. 52 - c. 40 av. J.-C.)
- Susarman (c. 40 - c. 26 av. J.-C.)

### Dynastie Gupta(240–550 ap. J.-C.)
- Sri-Gupta I (240–290)
- Ghatotkacha (290–305)
- Chandragupta I (305–335), fondateur de l'empire Gupta, qui est souvent considérée comme l'âge d'or de la culture indienne
- Samudra Gupta (335–370)
- Rama Gupta (370–375)
- Chandragupta II (Chandragupta Vikramaditya) (375–415), fils de Samudra Gupta, l'Empire des Gupta atteint son apogée sous son règne, le pèlerin chinois Fa-Hsien décrit la culture indienne au cours de son règne
- Kumara Gupta I (415–455)
- Skanda Gupta (455–467)
- Kumara Gupta II (467–477)
- Buddha Gupta (477–496)
- Chandra Gupta III (496–500)
- Vainya Gupta (500–515)
- Narasimha Gupta (510–530)
- Kumara Gupta III (530–540)
- Vishnu Gupta (c. 540–550)

## Source
- (en) Cet article est partiellement ou en totalité issu de l’article de Wikipédia en anglais intitulé « Magadha » (voir la liste des auteurs).